# Novinger (Misuri)
Novinger es una ciudad ubicada en el condado de Adair en el estado estadounidense de Misuri. En el Censo de 2010 tenía una población de 456 habitantes y una densidad poblacional de 219,8 personas por km².

## Geografía
Novinger se encuentra ubicada en las coordenadas 40°14′4″N 92°42′25″O / 40.23444, -92.70694. Según la Oficina del Censo de los Estados Unidos, Novinger tiene una superficie total de 2.07 km², de la cual 2.04 km² corresponden a tierra firme y (1.75%) 0.04 km² es agua.

## Demografía
Según el censo de 2010, había 456 personas residiendo en Novinger. La densidad de población era de 219,8 hab./km². De los 456 habitantes, Novinger estaba compuesto por el 98.68% blancos, el 0% eran afroamericanos, el 0.66% eran amerindios, el 0% eran asiáticos, el 0% eran isleños del Pacífico, el 0% eran de otras razas y el 0.66% pertenecían a dos o más razas. Del total de la población el 0.22% eran hispanos o latinos de cualquier raza.